# Fuerza Aérea Portuguesa
La Fuerza Aérea Portuguesa (en portugués: Força Aérea Portuguesa, abreviada como FAP) es la rama aérea de las Fuerzas Armadas Portuguesas. Sus orígenes se remontan a 1912, cuando se empezaron a constituir las ramas aéreas del ejército (Aeronáutica Militar) y la marina (Aviação Naval). El 1 de julio de 1952, ambas ramas se unen en lo que actualmente es la Fuerza Aérea Portuguesa.
La FAP tiene como misiones principales la defensa del espacio aéreo nacional y la cooperación con otras ramas de las Fuerzas Armadas en lo relativo a la defensa militar de Portugal. También participa en misiones y compromisos internacionales. Su escarapela aeronáutica es una Cruz de la Orden de Cristo sobre fondo blanco.

## Aeronaves y equipamiento
La Fuerza Aérea Portuguesa cuenta con las siguientes unidades:
| Aeronave                                                 | Origen             | Versiones           | En servicio      | Image            | Referencias   |
| Caza y bombardeo                                         | Caza y bombardeo   | Caza y bombardeo    | Caza y bombardeo | Caza y bombardeo |               |
| -------------------------------------------------------- | ------------------ | ------------------- | ---------------- | ---------------- | ------------- |
| Lockheed Martin F-16                                     | Estados Unidos     | F-16 M              | 28               |                  | [ 4 ]         |
| Ataque a tierra y apoyo aéreo cercano                    |                    |                     |                  |                  |               |
| Embraer Super Tucano                                     | Brasil Portugal    | A29 N               | 12 ordenados     |                  |               |
| Guerra antisubmarina, antisuperficie y patrulla marítima |                    |                     |                  |                  |               |
| CASA C-295                                               | España             | C295M Persuader     | 5                |                  | [ 5 ]         |
| Lockheed P-3 Orion                                       | Estados Unidos     | CUP+ ORION Block II | 9 + 2 ordenados  |                  | [ 6 ] [ 7 ]   |
| Transporte                                               |                    |                     |                  |                  |               |
| Lockheed C-130 Hercules                                  | Estados Unidos     | C-130H/H-30         | 5                |                  | [ 8 ]         |
| C-390 Millennium                                         | Brasil Portugal    | KC-390              | 2 + 4 ordenados  |                  | [ 9 ] [ 10 ]  |
| CASA C-295                                               | España             | C295M               | 7                |                  | [ 5 ]         |
| Dassault Falcon 50                                       | Francia            |                     | 3                |                  | [ 11 ]        |
| Dassault Falcon 900                                      | Francia            | 900B                | 1                |                  | [ 12 ]        |
| Lucha aérea contra el fuego                              |                    |                     |                  |                  |               |
| Canadair CL-415                                          | Canadá             | CL-515              | 2 ordenados      |                  | [ 13 ]        |
| Helicópteros                                             |                    |                     |                  |                  |               |
| AgustaWestland EH101                                     | Italia Reino Unido | EH101 Merlin        | 12               |                  | [ 14 ]        |
| Sikorsky UH-60 Black Hawk                                | Estados Unidos     | UH-60A              | 4 + 5 ordenados  |                  | [ 15 ]        |
| AgustaWestland AW119 Koala                               | Italia             | AW119 Kx            | 7                |                  | [ 16 ]        |
| AS 350 Ecureuil                                          | Francia            | AS 350B3            | 3                |                  |               |
| Entrenadores y ataque ligero                             |                    |                     |                  |                  |               |
| Socata TB 30 Epsilon                                     | Francia Portugal   | TB-30               | 16               |                  | [ 17 ]        |
| DHC-1 Chipmunk                                           | Canadá · Portugal  | Mk 20               | 7                |                  | [ 18 ]        |
| Cirrus SR22                                              | Estados Unidos     |                     | 12 ordenados     |                  | [ 19 ]        |
| Schleicher ASK 21                                        | Alemania           |                     | 4                |                  | [ 20 ]        |
| Vehículo aéreo no tripulado                              |                    |                     |                  |                  |               |
| UAVision OGASSA OGS42                                    | Portugal           | OGS42/V             | 12               |                  | [ 21 ] [ 22 ] |

## Galería de imágenes

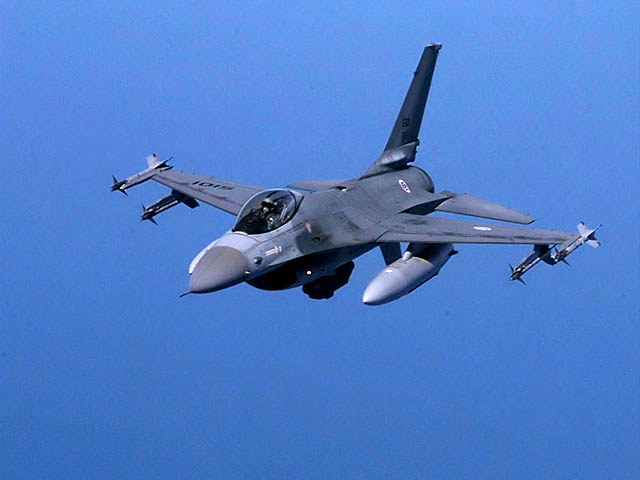
Lockheed Martin F-16 Fighting Falcon
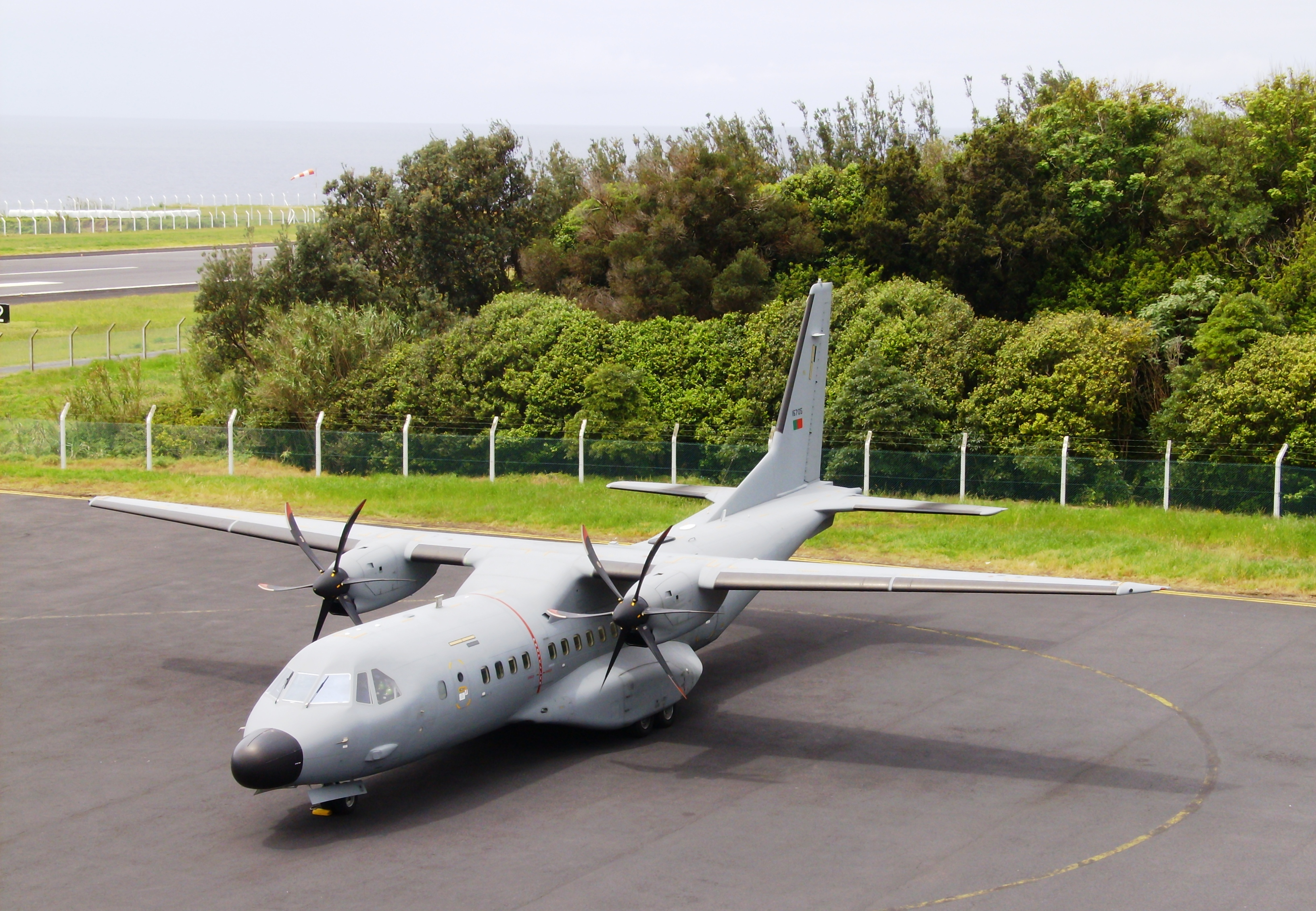
CASA C-295
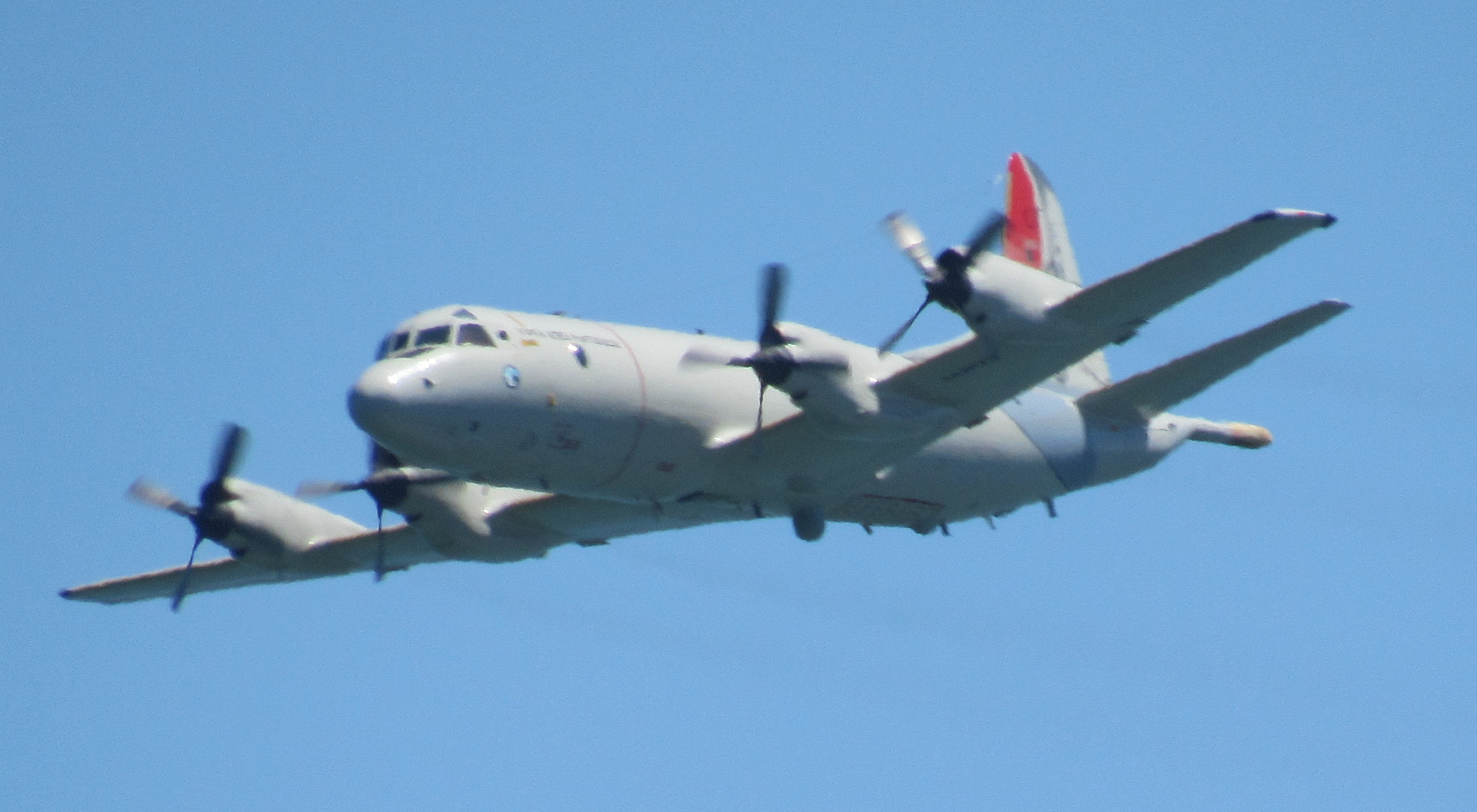
Lockheed P-3 Orion
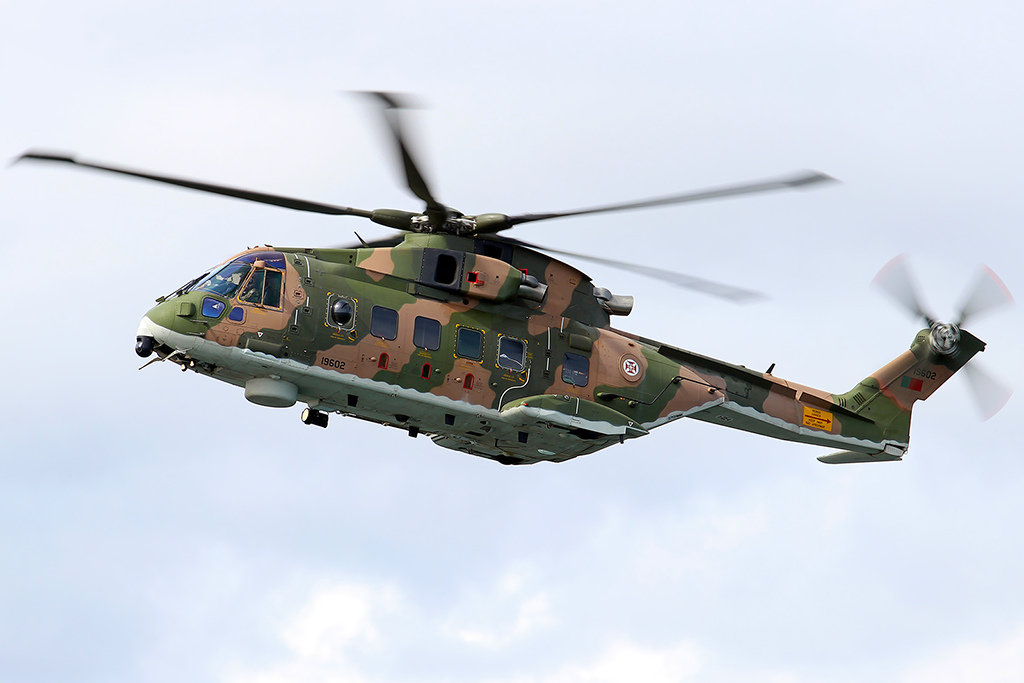
AgustaWestland AW101
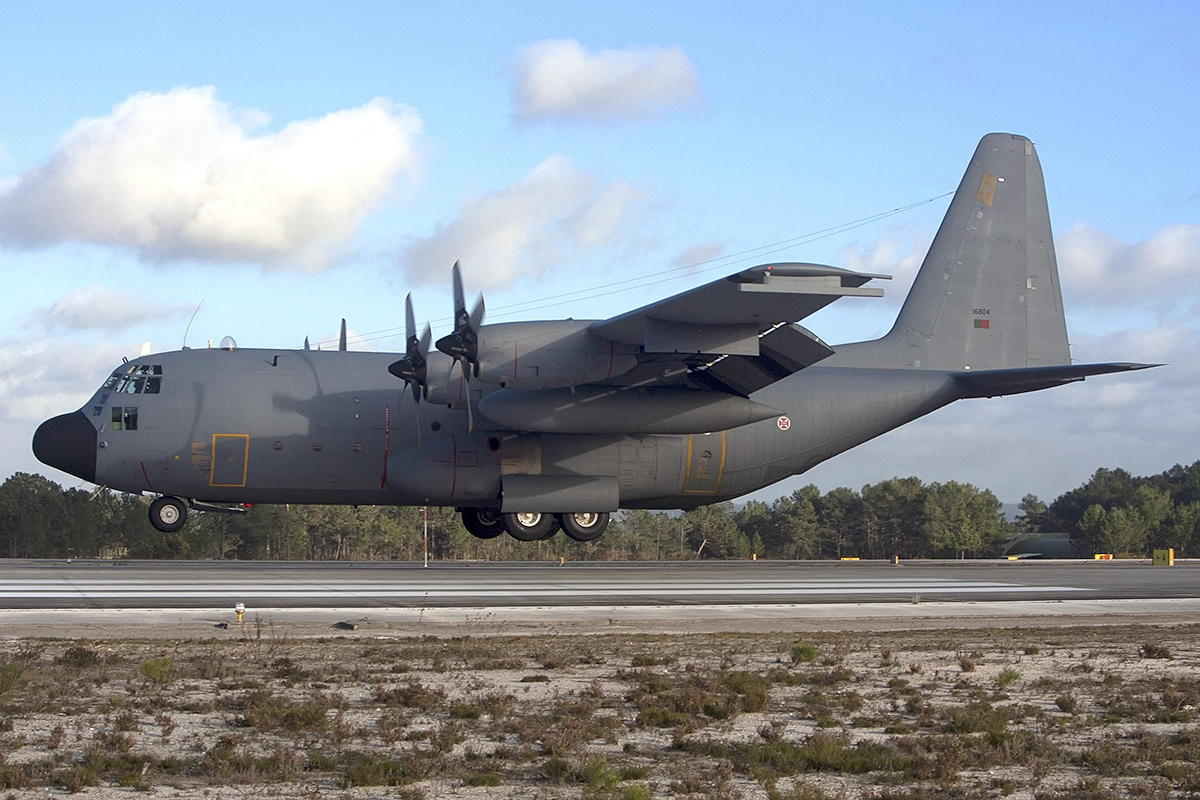
Lockheed C-130 Hercules